# Quanta cura (Pius IX.)

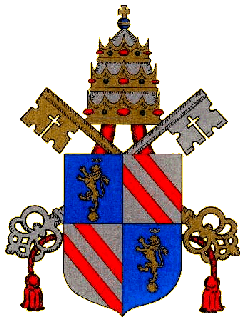
Wappen Pius XI.

In der Enzyklika Quanta cura (deutsch: Mit welcher Sorge) von 1864 verurteilte Papst Pius IX. die Religionsfreiheit und die Trennung von Kirche und Staat. Damit stellte er sich gegen die Entwicklung zu säkularisierten Staaten in Europa. In einem Anhang von 80 Punkten, der unter dem Namen Syllabus errorum bekannt wurde, werden unter anderem die Postulate, es stehe jedem Menschen frei, jene Religion anzunehmen und zu bekennen, die er für wahr hielte, die Menschen könnten bei Übung jeder Religion die ewige Seligkeit erlangen, und man könne Gott als Protestant ebenso gefallen wie in der katholischen Kirche, als Irrtümer bezeichnet.
Der Anspruch der katholischen Kirche auf die letzte Instanz in geistlichen Dingen, den diese Enzyklika formuliert, wurde wenige Jahre später mit dem Unfehlbarkeitsdogma bekräftigt. Durch die Ablehnung liberaler Grundwerte trug die Enzyklika dazu bei, dass demokratische Gesellschaftsformen lange Zeit als „unchristlich“ galten.
Mit der Erklärung „Dignitatis humanae“ („Von der Würde des Menschen“) erkannte das Zweite Vatikanische Konzil die Religionsfreiheit an und widersprach damit der Enzyklika Quanta cura.

## Text
- Amtlicher Text in: Acta Sanctae Sedis (ASS) 3 (1867/68), S. 163–166.
- Heinrich Denzinger: Enchiridion symbolorum definitionum et declarationum de rebus fidei et morum (...) edidit Peter Hünermann, Editio XXXIX, Friburgi Brisgoviae et al. MMI (2001), p. 2890-2896. (Lateinisch-Deutscher Text) = Denzinger-Hünermann
- Pius IX.: Apostolisches Rundschreiben Quanta cura vom 8. Dezember 1864 und Syllabus (kirchlich approbierte deutsche Übersetzung vom Jahre 1865), hrsg. von Karl Haselböck. Eigenverlag, 1990.